# Norman Bethune
Norman Bethune (4. března 1890 Gravenhurst – 12. listopadu 1939 Huang Šiko) byl kanadský lékař, vynálezce a komunistický aktivista, národní hrdina Čínské lidové republiky a veterán první světové války. Proslavil se zejména vývojem mobilní krevní transfuzní služby během španělské občanské války. Koncem třicátých let 20. století bojoval také v druhé čínsko-japonské válce. Zemřel v roce 1939 na otravu krve.